# Кълвър Сити
Кълвър Сити (на английски: Culver City) е град в окръг Лос Анджелис, щата Калифорния, САЩ. Кълвър Сити е с население от 38816 жители (2000) и обща площ от 13,29 km². Намира се на 29 m надморска височина. ЗИП кодовете му са 90230 – 90233, а телефонният му код е 310/424, 323|323.